# Saint-Priest-des-Champs
Saint-Priest-des-Champs é uma comuna francesa na região administrativa de Auvérnia-Ródano-Alpes, no departamento Puy-de-Dôme. Estende-se por uma área de 44,13 km². Em 2010 a comuna tinha 719 habitantes (densidade: 16,3 hab./km²).